# Реймондвілл (Міссурі)
Реймондвілл (англ. Raymondville) — селище (англ. village) в США, в окрузі Техас штату Міссурі. Населення — 345 осіб (2020).

## Географія
Реймондвілл розташований за координатами 37°20′23″ пн. ш. 91°50′11″ зх. д. / 37.33972° пн. ш. 91.83639° зх. д. (37.339785, -91.836469).  За даними Бюро перепису населення США в 2010 році селище мало площу 7,65 км², уся площа — суходіл.

## Демографія
Згідно з переписом 2010 року, у місті мешкали 363 особи в 157 домогосподарствах у складі 96 родин. Густота населення становила 47 осіб/км².  Було 189 помешкань (25/км²).
Расовий склад населення:
| - 96,7 % — білих - 0,3 % — чорних або афроамериканців - 0,3 % — азіатів |

До двох чи більше рас належало 2,5 %. Частка іспаномовних становила 0,8 % від усіх жителів.
За віковим діапазоном населення розподілялося таким чином: 24,0 % — особи молодші 18 років, 58,4 % — особи у віці 18—64 років, 17,6 % — особи у віці 65 років та старші. Медіана віку мешканця становила 41,7 року. На 100 осіб жіночої статі у місті припадало 96,2 чоловіків;  на 100 жінок у віці від 18 років та старших — 86,5 чоловіків також старших 18 років.
Середній дохід на одне домашнє господарство  становив 39 179 доларів США (медіана — 32 386), а середній дохід на одну сім'ю — 45 606 доларів (медіана — 42 750). За межею бідності перебувало 22,7 % осіб, у тому числі 35,7 % дітей у віці до 18 років та 40,6 % осіб у віці 65 років та старших.
Цивільне працевлаштоване населення становило 161 осіб. Основні галузі зайнятості: освіта, охорона здоров'я та соціальна допомога — 24,2 %, виробництво — 16,1 %, роздрібна торгівля — 13,7 %, публічна адміністрація — 12,4 %.